# Siderone marthesia
Siderone marthesia är en fjärilsart som beskrevs av Pieter Cramer 1779. Siderone marthesia ingår i släktet Siderone och familjen praktfjärilar. Inga underarter finns listade i Catalogue of Life.